# フォード・エクスプローラー
エクスプローラー（Explorer）は、アメリカ合衆国の自動車会社、フォード・モーターにより製造・販売されているSUV型の普通乗用車である。
米国市場においては、14年間連続でSUVにおける販売台数ナンバーワンを誇る。日本市場においては、2016年1月26日、フォード・ジャパンが撤退を表明し、2016年下半期、販売終了となった。

## 初代 UN46型（1990年 - 1994年）
1990年にフォード・ブロンコIIの後継車として登場。4.0L V6OHVエンジンを搭載した強靭なラダーフレームを持つSUVであり、4WDシステムはパートタイム方式を採用。ブロンコIIを継承した2ドアモデルとホイールベースを延長した4ドアモデルが発売された。また、2ドアモデルに限り北米市場においてマツダへ「ナバホ」（Navajo）としてOEM供給されていた。
日本へは1991年より2ドアモデルの「sport」と4ドアモデルの「XL」「エディー・バウアー」の3グレードが導入された。翌年には「XL」の輸入が廃止され、1993年モデルでは4ドアの「XL-T」が導入された。

## 2代目 UN105/UN150型（1994年 - 2003年）
1994年それまでの角張ったフロントマスクから当時フォードが推し進めていたオーバルデザインコンセプトに基づき、空力的にもデザイン的にもあか抜けたものに変更された。ただし、ドアパネルや窓ガラスなど一部は初代と共通である。また同時にフロントアクスルが従来のツイントラクションビーム+コイルスプリングからダブルウィッシュボーン+トーションバーに変更された。4WDシステムはコントロールトラックAWDが採用された。1996年では一部グレードに4.0L V6SOHCエンジンが搭載された。グレードはリミテッド/エディバウアー/XLT/XL。
日本へは継続して輸入されたが、1996年から4ドアモデルは右ハンドル化された。これはプローブに続く北米フォード車としては2台目の右ハンドル車である。また2ドアショート車は1994年からエクスプローラー・エクスペディションという名称で日本へ輸入されていたが、2ドアモデル故の使い勝手の悪さや、この頃流行したキャンパーキットを搭載して8ナンバー（特種用途車）に改造するのに室内寸法が足りない等の理由で売れ行きが芳しくなかったため、1997年モデルで輸入が終了した。エクスペディションという名称が付いているが、上級車種のエクスペディションとは関係ない。3ドアショートは左ハンドル仕様のみであった。また1997年には姉妹車のマーキュリー・マウンテニアが登場した。2001年モデルで、4ドア車をベースに、荷室から屋根を取り払ったピックアップトラック型の派生モデル、フォード・エクスプローラー スポーツトラックが登場した。リミテッドグレードは1997年まで販売された。
北米モデルはサイドミラーの折りたたみが手動であったが、日本仕様では電動格納ミラーを装備。日産・シーマのミラーを流用している（外観が酷似）との噂もあった。日本同様左側通行の英国および豪州モデルのサイドミラーは北米モデルと同形状である。
1998年モデルでは、リヤゲート・リヤランプ・リヤバンパーの形状が変更された。1999年モデルより、フロントバンパー・オーバーフェンダーの形状が変更され、下位グレードのXL−スポーツがラインアップに加わった。1999年式エディバウアーは、ランニングボード（サイドステップ）左右両端にアプローチランプ（足元灯）が装備された（翌年モデルでは撤去）。2001年モデルでは、限定車のブラックエディバウアーが発売された。

### リコール問題
2000年、標準装着されていたファイアストン製タイヤのリコール、訴訟問題が発生。米国高速道路交通安全局がフォード及びファイアストンに対し、タイヤの破裂によるエクスプローラーの事故発生率が高いことを指摘した。調査の結果、フォードはタイヤのリコール・無料交換プログラムの実施、ファイアストンは問題となったタイヤの自主回収を実施し、大問題となった。その後、責任の所在について両社は泥仕合を展開することになる。
しかし2005年10月に、ファイアストンが実施したタイヤ自主回収、およびフォードが行ったタイヤ交換プログラムに関連する費用精算を含む事項などで、ファイアストンとフォードの間で和解が成立した。これによりファイアストンはフォードに対し2億4,000万ドルを支払うことになった。
また、この問題を契機にアメリカ合衆国ではタイヤ空気圧監視システムの装備が義務付けられた。

## 3代目 U152型（2000年 - 2005年）
キープコンセプトで登場した3代目は四輪独立懸架サスペンションの採用、4.6LV8SOHCエンジン搭載車の登場など、商品力の向上が図られた。4WDシステムは先代と同じくコントロールトラックAWDを採用。また4輪独立サス、および1,000項目以上にもおよぶNVH対策が施されたシャシーはSUVとしてはトップクラスの静粛性や走行性能を誇る。
日本へは2001年より4.6L V8SOHCエンジン搭載のエディー・バウアーと4.0L V6エンジン搭載のXLTが輸入開始。当初より右ハンドル車であるが、2005年2月に特別仕様車として200台限定で左ハンドル車が販売されている。
2004年頃、ドラマ｢冬のソナタ｣で主人公のイ・ミニョン（ペ・ヨンジュン）の愛車として登場したことを発端として、白のエクスプローラーに関する問い合わせが殺到した時期があった。

## 4代目 U251型（2005年 - 2010年）
2005年秋に2006年モデルとしてビッグマイナーチェンジが行なわれ、大幅なフェイスリフトが実施された。メッキを多用した外観やエディー･バウアーには6速ATが採用されるなど、商品力にさらなる磨きをかけている。また、同時にオーストラリアへの輸出が中止され、右ハンドル仕様の生産も終了した。そのため日本仕様も左ハンドルのみとなった。
2010年5月11日、アメリカンなイメージをテーマとした特別仕様車「XLT ADVENTURE AMERICA（アドベンチャー・アメリカ）」を設定。最量販機種「XLT」をベースに、外板色にアメリカの国旗“Stars and Stripes”をイメージしたレッド、ブルー、ホワイトの3色をラインアップ。内装色は全車ともブラックを採用した。またウインカー内蔵クロームドアミラーカバーやスポーツテールエンドパイプ、シルバープレート付きスプラッシュガード、さらにサイドガーニッシュなどシルバーのアクセサリーを装着し、アメリカンなイメージを強調している。価格はベース車に対し据え置きとなる430万円。限定50台。

## 5代目 U502型（2010年 - 2019年）

### 前期型
2010年7月にフルモデルチェンジを行い、5代目に移行。このモデルではこれまでのモデルから大胆な転換が行われ、トーラスをベースとしたFF、ならびにFFベースの4WDに変更された。エンジンも大幅に見直され、V6・3.5Lに加え直噴と可変バルブ機構とターボチャージャーを組み合わせた「エコブースト」エンジンの直列4気筒2.0L版を搭載するほか、トラックベースのシャーシに代わってユニボディ構造を採用するなどの変更によって現行モデル比で25%の大幅な燃費向上を図るとしている。また、新しいテレイン・マネージメント・システムも導入される。これはランドローバーのテレイン・レスポンスとよく似たもので、ダイヤル式のスイッチで5種類の路面状況（ノーマル、雪道、砂地、泥、岩場）に応じて車両のセッティングを最適化する。
2011年に発売されるポリスインターセプター・ユーティリティーは、エクスプローラーがベースとなる。エンジンはV6の自然吸気に6速ATを組み合わせ、駆動方式は前輪駆動と四輪駆動が選択可能。
日本国内ではV6・3.5Lの2グレードの導入を2011年5月に発表、9月より輸入が開始される。翌2012年からはエコブーストも導入。

### 後期型
2014年11月、ロサンゼルスオートショーで2016年モデルとして後期型が発表された。フロントマスクはヘッドライト、バンパー、グリル、フェンダーの全てが新造形となり、表情を一新。併せて、LEDヘッドランプも新採用し、リヤコンビネーションレンズも新意匠としている。
インテリアについても素材を見直すことで質感を向上させ、テレイン・マネージメント・システムはタッチパネル方式からボタン式に変更して操作性を向上させた。
装備面においてもアップデートが図られており、スマートキーレスエントリーシステム、ウォッシャー機能付きリアビューカメラを全モデルに標準採用したほか、クーガ等で採用済のハンズフリーパワーリフトゲートを新たに搭載した。
エコブーストは排気量を2.0Lからマスタングと同じ2.3Lに変更することで、出力を向上。同時に、トーラスで採用済のV6・3.5Lエコブーストを2016年に追加する予定があることも発表した。
日本においては、2015年10月7日に発表（発売開始は同月31日）されている。フォードは日本市場から撤退したため、残りは在庫限りとなった。

## 6代目 U625型（2019年 - ）
2019年1月、デトロイトモーターショーにて6代目モデルを発表、同年5月に販売を開始。リンカーン・アビエーターとの兄弟車種とすべく、先代のFFベースのプラットフォームから、4代目まで採用したFRベースのプラットフォームに回帰した。

## 車名の由来
「Explorer」は英語で探検家を意味する。
なお以前、F-150に同名のパッケージが設定されていた。